# Marid
In der arabischen Mythologie werden Maride (arabisch مارد, DMG Mārid; deutsch: rebellisch, widerspenstig) als Herrscher der Dschinn oder mächtige Satane beschrieben. Sie sind nach al-Dschāhiz mächtiger als die Ifrit, stolz und arrogant. Sie können gezwungen werden, Aufgaben zu erfüllen und gelten allgemein als bösartig. Sie können den Menschen Wünsche erfüllen, was jedoch meist einen Kampf, bestimmte Rituale oder viel Schmeichelei voraussetzt. In der Geschichte Sulaimans wird Sahr als Marid unter den Dämonen genannt. Gemäß der Geschichte rebelliert er gegen seinen Bezwinger, macht sich dessen Bannring, mit dem die Dschinn versklavt werden können, zu eigen und stiehlt ihm dadurch sein Königreich. Die Maride werden im Koran in der Sure as-Saffat ausdrücklich genannt: Sie versuchten, den Himmel zu belauschen, wurden aber von den Engeln mit Sternschnuppen beworfen und vertrieben. Manchen Korankommentatoren zufolge verwandeln sich die verbrannten Maride in Ghule, nachdem sie auf die Erde gefallen sind. In der Sirat Sayf ibn Dhi-Yazan taucht ein Marid auf. Sayf befiehlt einem Marid, ihn zum Hort Salomos zu führen. Der Marid tut allerdings genau das Gegenteil von dem, was ihm befohlen wurde. Später erklärt ihm al-Chidr, er müsse dem Marid das Gegenteil von seinen Wünschen befehlen, um sein Ziel zu erreichen.